# Campodorus efferus
Campodorus efferus är en stekelart som först beskrevs av Holmgren 1876.  Campodorus efferus ingår i släktet Campodorus, och familjen brokparasitsteklar. Arten är reproducerande i Sverige.